# Ora pro nobis
La locuzione latina ora pro nobis (lett. "prega per noi") deriva dalle Litanie dei santi, sempre in latino, nelle quali si alternano le forme "ora pro nobis" o "orate pro nobis", a seconda dei santi invocati, e a "ora pro eo", "ora pro eis" durante le litanie per i defunti. Tali litanie erano note a tutti, perché si cantavano diverse volte nell'anno liturgico, soprattutto nelle Quattro tempora e nella liturgia pasquale.  
La formula si trova già nella preghiera cristiana Ave Maria, che, verso la fine, recita: "Sancta Maria, mater Dei, ora pro nobis peccatoribus, nunc et in hora mortis nostrae. Amen" (santa Maria, madre di Dio, prega per noi peccatori, adesso e nell'ora della nostra morte. Amen.").